# Хухансие
Хухансие (на китайски: 呼韓邪; на пинин: Hūhánxié) е шанюй на хунну, управлявал в периода 58 – 31 година пр.н.е.

## Живот
Той е по-малък син на шанюя Сюлу Цюенцю, след чиято смърт властта е заета от Уойен Цюди в резултат на дворцови интриги. Хухансие оглавява бунт на източните родове и през 58 година пр.н.е. разгромява войските на Уойен Цюди, който се самоубива. При управлението на Хухансие държавата на хунну е обхваната от продължителна гражданска война. През първите години на запад няколко висши сановници се обявяват за шанюи и са подчинени със значителни усилия.
Около 55 година пр.н.е. по-големият брат на Хухансие също се обявява за шанюй под името Джъджъ и постепенно установява контрол над по-голямата част на страната. През 52 година пр.н.е. Хухансие се признава за васал на империята Хан и получава от императора земи за заселване на северната граница. Там той стабилизира силите си и около 47 година пр.н.е. се връща на север, тъй като Джъджъ, опасявайки се от съвместни действия на Хухансие и Хан се оттегля в западните части на страната. През 36 година пр.н.е. Джъджъ загива в сражение срещу Хан и Хухансие остава единствен шанюй на хунну.
Хухансие умира през 31 година пр.н.е. и е наследен от сина си Фуджулей.